# Долбяк
Долбяк  — режущий инструмент, вид резца, предназначенный для долбления (при работах на соответствующих станках). Применяются при обработке сложных профилей, которые невозможно получить вращением, для обработки габаритных заготовок.

## Классификация резцов
По применению делят на:
- Проходные двухсторонние с углом заточки главной режущей кромки 45°
- Прорезные
- Для шпоночных пазов

По геометрии бывают:
- Хвостовые (косозубые, прямозубые)[1]
- Дисковые (косозубые, прямозубые)
- Чашечные (прямозубые)

Подробнее прописано в 

## ГОСТы
- ГОСТ 9323-79 Долбяки зуборезные чистовые. Технические условия
- ГОСТ 6762-79 Долбяки зуборезные чистовые для валов и отверстий шлицевых соединений с эвольвентным профилем. Технические условия
- ГОСТ 10059-80 Долбяки зуборезные чистовые мелкомодульные. Технические условия
- ГОСТ 10046-72 Резцы долбежные из быстрорежущей стали. Конструкция и размеры.